# Golfkølle
En golfkølle er en lange metalstok med et fladt eller skålformet hoved i den ene ende, som bruges til at slå til en golfbold med. Hensigten er, at man i golf med køllen vil slå bolden ned af banen og i hullet, for enden af banen.

## Golfjern
Jern er en form for golfkølle, som benyttes på middelafstande fra hullet. Det vil typisk sige, at jernet bruges i fairway-området af banen. På særligt korte baner kan golfjern benyttes allerede fra teestedet (banens begyndelse).
Jern er klart den mest gængse form for golfkølle. I et typisk golfkøllesæt består 50% - 80% af køllerne af golfjern. De forskellige jern er ofte inddelt nummeret fra ét til ti. Nummeringen indikerer oftest vinklen på jernets hoved. Jern har altid et hoved af solidt og stærkt metal (e.g. stål).

## Putter
Puttere er en form for golfkølle, som benyttes på banens green (den sidste del af banen). Puttere har et lavt og aflangt hoved, som typisk hælder mellem 5° og 10°, men hældninger helt ned til 1° er også observeret.
I officielle konkurrencer er puttere de eneste golfkøller, som ikke er underlagt restriktioner i forhold til skaftets udformning. Dette er af hensyn til, at spillere skal kunne maksimere deres sigteevne.